# América (trilha sonora)
A seguir apresentam-se os lançamentos discográficos de América, uma telenovela brasileira de autoria de Glória Perez produzida pela rede de televisão TV Globo e exibida no horário das 20 horas de 14 de março a 5 de novembro de 2005, substituindo Senhora do Destino (2004) e sendo sucedida por Belíssima (2005) ao fim de 203 capítulos.

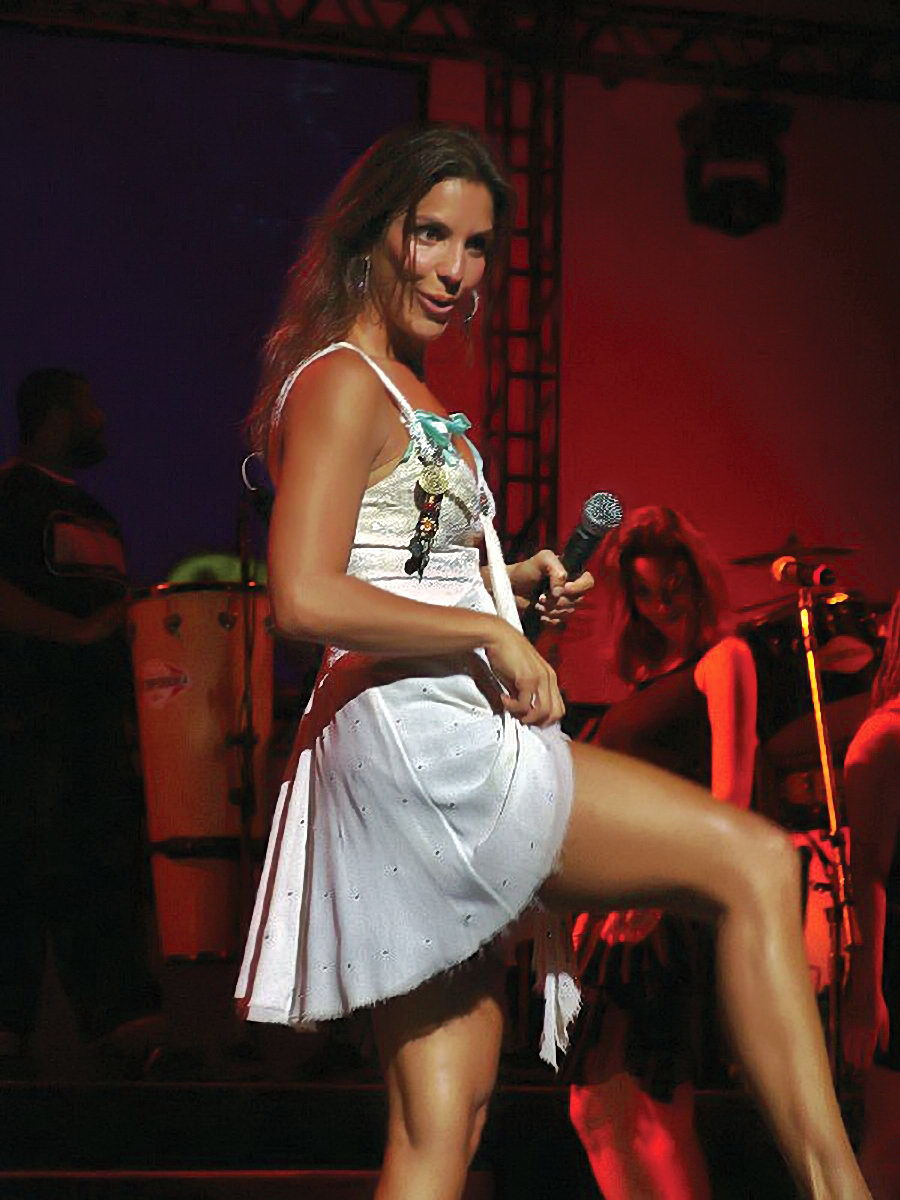
A cantora Ivete Sangalo regravou a canção "Soy Loco Por Ti America", originalmente gravada por Caetano Veloso, e que posteriormente se tornou o segundo tema de abertura da trama.

Durante a sua exibição original, foram lançados sete álbuns de compilação pela gravadora Som Livre. Estes são a trilha nacional, internacional, o disco duplo contendo ambas, a trilha complementar do rodeio, complementar de samba, e instrumental, sendo que a nacional contém músicas cantadas em língua portuguesa e por cantores do Brasil, a internacional contém músicas cantadas em língua inglesa e por cantores internacionais, e a instrumental apresenta os temas instrumentais da telenovela.

## América -  Nacional e Internacional
A primeira trilha sonora da telenovela lançada pela Som Livre apresentou um disco duplo compilando as canções nacionais em um álbum e as faixas internacionais em outro. Deborah Secco ilustrou a capa do álbum.

### Lista de faixas
| América - Nacional |                                     |                                              |                                              |         |  |
| N.º                | Título                              | Compositor(es)                               | Artista(s)                                   | Duração |  |
| 1.                 | "Soy Loco por Ti, América"          | Capinan Gilberto Gil                         | Ivete Sangalo                                | 3:43    |  |
| 2.                 | "Até Pensei"                        | Chico Buarque                                | Nana Caymmi                                  | 3:25    |  |
| 3.                 | "A Volta"                           | Erasmo Carlos Roberto Carlos                 | Roberto Carlos                               | 3:31    |  |
| 4.                 | "Pra Rua Me Levar"                  | Ana Carolina Totonho Villeroy                | Ana Carolina                                 | 3:16    |  |
| 5.                 | "Feitiço da Vila"                   | Vadico Noel Rosa                             | Martinho da Vila                             | 3:42    |  |
| 6.                 | "Nervos de Aço"                     | Lupicínio Rodrigues                          | Leonardo                                     | 3:20    |  |
| 7.                 | "Mágoa de Boiadeiro"                | Nonô Basílio Índio Vago                      | Lourenço & Lourival                          | 3:47    |  |
| 8.                 | "Os Amantes"                        | Augusto Cesar Lourenço Sidney da Conceição   | Daniel                                       | 3:45    |  |
| 9.                 | "Girassóis Azuis II"                | Dulce Quental Edemar Marinho George Israel   | George Israel                                | 3:45    |  |
| 10.                | "Vida de Viajante"                  | Hervé Cordovil Luiz Gonzaga                  | Lenine                                       | 3:20    |  |
| 11.                | "She's a Carioca" ("Ela É Carioca") | Tom Jobim Vinicius de Moraes                 | Celso Fonseca com part. de Cybele            | 3:24    |  |
| 12.                | "Você"                              | E. Carlos R. Carlos                          | Marina Elali                                 | 3:15    |  |
| 13.                | "Um Matuto em Nova York"            | Genival Lacerda João Caetano Geraldo Cardoso | Roberto Trevisan                             | 3:31    |  |
| 14.                | "Sinfonia dos Sonhos"               | Marcus Viana                                 | Marcus Viana                                 | 3:38    |  |
| 15.                | "Órfãos do Paraíso"                 | Viana                                        | Milton Nascimento e Sagrado Coração da Terra | 3:27    |  |

| América - Internacional |                               |                                             |                               |         |  |
| N.º                     | Título                        | Compositor(es)                              | Artista(s)                    | Duração |  |
| 1.                      | "Take Me Home, Country Roads" | Bill Danoff Taffy Nivert John Denver        | Happening                     | 3:43    |  |
| 2.                      | "Don't!"                      | Shania Twain Robert John "Mutt" Lange       | Shania Twain                  | 3:25    |  |
| 3.                      | "Home"                        | Alan Chang Amy Foster-Gillies Michael Bublé | Michael Bublé                 | 3:31    |  |
| 4.                      | "Abrazame Así"                | Mario Clavell                               | Tamara                        | 3:16    |  |
| 5.                      | "Amore e Musica"              | Felice di Salvo Roberto Pacco               | Russell Watson                | 3:42    |  |
| 6.                      | "The Look of Love"            | Burt Bacharach Hal David                    | Diana Krall                   | 3:20    |  |
| 7.                      | "Summertime"                  | George Gershwin DuBose Heyward Ira Gershwin | Michael Bolton                | 3:47    |  |
| 8.                      | "A Horse with No Name"        | Dewey Bunnell                               | America                       | 3:45    |  |
| 9.                      | "Redneck Woman"               | Gretchen Wilson John Rich                   | Gretchen Wilson               | 3:45    |  |
| 10.                     | "Pieces of Me"                | Ashlee Simpson Kara DioGuardi John Shanks   | Ashlee Simpson                | 3:20    |  |
| 11.                     | "Por Un Beso"                 | Robert Blades                               | Gloria Estefan                | 3:24    |  |
| 12.                     | "Canción Mixteca"             | José López Alavez                           | Mariachi Vargas de Tecalitlan | 3:15    |  |
| 13.                     | "Bésame Mucho"                | Consuelo Velázquez                          | Maysa                         | 3:31    |  |
| 14.                     | "Wind Shaking the Trees"      | Wind Shaking the Trees                      | Darwing James Band            | 3:38    |  |
| 15.                     | "Long Long Away"              | Jesse Johnson                               | Jesse Johnson                 | 3:27    |  |

## América - Rodeio
A segunda trilha sonora da telenovela lançada pela Som Livre, intitulada América Rodeio, trouxe canções temas dos personagens do universo boiadeiro, sendo focada na música sertaneja e country. Originalmente o disco foi lançado trazendo Samara Felippo estampando a capa, porém o lote foi recolhido na primeira semana por apresentar uma falha nas faixas finais. A tiragem seguinte trouxe apenas o logo da telenovela e uma ilustração do Touro Bandido. A faixa "Peão de Vitrine", de Gian & Giovani foi regravada no ano seguinte pro álbum "Te Amo".

### Lista de faixas
| N.º | Título                                 | Música                    | Personagem tema               | Duração |  |
| 1.  | "Peão de Vitrine"                      | Gian & Giovani            | Waldomiro                     | 3:43    |  |
| 2.  | "Nóis Tropica Mais Não Cai"            | Rick & Renner             | Peões                         | 3:25    |  |
| 3.  | "Chattahoocchee"                       | Alan Jackson              | Geral                         | 3:31    |  |
| 4.  | "Na Sola da Bota"                      | Rionegro & Solimões       | Geral                         | 3:16    |  |
| 5.  | "Oito Segundos"                        | Hugo & Tiago              | Peões                         | 3:42    |  |
| 6.  | "Save a Horse (Ride a Cowboy)"         | Big & Rich                | Creusa                        | 3:20    |  |
| 7.  | "Coração Aventureiro"                  | Marlon & Maicon           | Peões                         | 3:47    |  |
| 8.  | "Se Tiver Mulher Nóis Vai"             | Cezar & Paulinho          | Geral                         | 3:45    |  |
| 9.  | "Somebody Like You"                    | Keith Urban               | Júnior e Zeca                 | 3:45    |  |
| 10. | "Garanhão da Madrugada"                | Teodoro & Sampaio         | Geral                         | 3:20    |  |
| 11. | "Louca Paixão"                         | Tânia Mara                | Detinha, Elis, Bebela e Penha | 3:24    |  |
| 12. | "Achy Breaky Heart"                    | Billy Ray Cyrus           | Detinha                       | 3:15    |  |
| 13. | "Apaziguar"                            | Bruno & Marrone           | Peões                         | 3:31    |  |
| 14. | "Eu Sou Peão"                          | Luiz Cláudio & Giuliano   | Dinho                         | 3:38    |  |
| 15. | "Fera Mansa"                           | Zezé di Camargo & Luciano | Gil                           | 3:27    |  |
| 16. | "I Wanna Do It All"                    | Terri Clark               | Geral                         | 3:31    |  |
| 17. | "Ave-Maria Natureza"                   | Paula Fernandes           | Peões                         | 3:27    |  |
| 18. | "Eu Sei Que Vou te Amar" (faixa bônus) | Caetano Veloso            | Tião e Sol                    | 3:31    |  |

## América - Nacional
A terceira trilha sonora da telenovela lançada Som Livre trouxe apenas as mesmas faixas nacionais presentes no disco duplo liberado anteriormente, com exclusão de "Um Matuto em Nova York" e "Órfãos do Paraíso", que foram substituídas por "Eu Sei Que Vou Te Amar", de Caetano Veloso. O relançamento em duas trilhas separadas foi feito para que agradar o público, que reclamava que o disco duplo era muito caro. Bruno Gagliasso ilustrou a capa do álbum.

### Lista de faixas
| N.º | Título                     | Música                 | Personagem tema          | Duração |  |
| 1.  | "A Volta"                  | Roberto Carlos         | Vera e Jatobá            | 3:43    |  |
| 2.  | "Soy Loco Por Ti, América" | Ivete Sangalo          | Abertura                 | 3:25    |  |
| 3.  | "Nervos de Aço"            | Leonardo               | Tião                     | 3:31    |  |
| 4.  | "Os Amantes"               | Daniel                 | Neuta e Dinho            | 3:16    |  |
| 5.  | "Eu Sei Que Vou te Amar"   | Caetano Veloso         | Tião e Simone            | 3:42    |  |
| 6.  | "Você"                     | Marina Elali           | Sol                      | 3:20    |  |
| 7.  | "Até Pensei"               | Nana Caymmi            | Miss Jane e Zé Higino    | 3:47    |  |
| 8.  | "Feitiço da Vila"          | Martinho da Vila       | Moradores de Vila Isabel | 3:45    |  |
| 9.  | "Vida de Viajante"         | Lenine                 | Geninho                  | 3:45    |  |
| 10. | "Mágoa de Boiadeiro"       | Lourenço & Lourival    | Zé Higino                | 3:20    |  |
| 11. | "Pra Rua Me Levar"         | Ana Carolina           | Júnior e Zeca            | 3:24    |  |
| 12. | "Girassóis Azuis 2"        | George Israel          | Alex                     | 3:15    |  |
| 13. | "Ela é Carioca"            | Celso Fonseca e Cybele | Lurdinha                 | 3:31    |  |
| 14. | "Sinfonia dos Sonhos"      | Marcus Viana           | Sol e Tião               | 3:38    |  |

## América - Internacional
A quarta trilha sonora da telenovela lançada Som Livre, bem como a anterior, também trouxe as mesmas faixas internacionais presentes no disco duplo liberado anteriormente, com exclusão de "Canción Mixteca", "Bésame Mucho", "Wind Shaking the Trees" e "Long Long Away", que foram substituídas pelas inéditas "Regresa a Mi", de Il Divo, "Can't Get Over", de Kasino, e "Breathe", de O2. O relançamento em duas trilhas separadas foi feito para que agradar o público, que reclamava que o disco duplo era muito caro. Juliana Knust ilustrou a capa do álbum.

### Lista de faixas
| N.º | Título                        | Música          | Personagem tema                   | Duração |  |
| 1.  | "Regresa a Mi"                | Il Divo         | Mary                              | 3:43    |  |
| 2.  | "Don't"                       | Shania Twain    | Sol                               | 3:25    |  |
| 3.  | "Home"                        | Michael Bublé   | Sol e Ed                          | 3:31    |  |
| 4.  | "A Horse With No Name"        | America         | Geral                             | 3:16    |  |
| 5.  | "Take Me Home, Country Roads" | Happening       | Peões                             | 3:42    |  |
| 6.  | "Redneck Woman"               | Gretchen Wilson | Detinha                           | 3:20    |  |
| 7.  | "Pieces of Me"                | Ashlee Simpson  | Raíssa                            | 3:47    |  |
| 8.  | "Can't Get Over"              | Kasino          | Boate Ocean Drive                 | 3:45    |  |
| 9.  | "Summertime"                  | Michael Bolton  | Nina                              | 3:45    |  |
| 10. | "Amore e Musica"              | Russell Watson  | Glauco e Nina / Glauco e Lurdinha | 3:20    |  |
| 11. | "The Look of Love"            | Diana Krall     | Haydée e Tony                     | 3:15    |  |
| 12. | "Por Un Beso"                 | Gloria Estefan  | Consuelo, Rosário e Inesita       | 3:31    |  |
| 13. | "Abrazame Así"                | Tamara          | Neto e Helô                       | 3:38    |  |
| 14. | "Breathe"                     | O2              | Boate Ocean Drive                 | 3:27    |  |

## América - Berço do Samba
A quinta trilha sonora da telenovela lançada Som Livre, intitulada América Berço do Samba, trouxe canções temas dos personagens da gafieira Estudantina da Vila, sendo focada no samba. Uma caixa de fósforos ilustrou a capa do álbum, enquanto no verso está os personagens Dalva e Gomes, vividos respectivamente pelos atores Solange Couto e Walter Breda.

### Lista de faixas
| N.º            | Título                    | Música                      | Personagem tema     | Duração |  |
| 1.             | "Meu Ébano"               | Alcione                     | Feitosa             | 3:29    |  |
| 2.             | "Quem é Ela"              | Zeca Pagodinho              | Creusa              | 3:38    |  |
| 3.             | "Vai e Vem"               | Emílio Santiago             | Estudantina da Vila | 3:50    |  |
| 4.             | "Tendência"               | Jorge Aragão                | Estudantina da Vila | 4:15    |  |
| 5.             | "Quando essa Onda Passar" | Martinho da Vila            | Estudantina da Vila | 4:34    |  |
| 6.             | "Amor Proibido"           | Juliana Diniz               | Islene e Feitosa    | 2:56    |  |
| 7.             | "Incomformado"            | Exaltasamba                 | Estudantina da Vila | 3:28    |  |
| 8.             | "Nosso Jeito de Amar"     | Nalanda                     | Gomes e Graça       | 3:32    |  |
| 9.             | "Tempero de Dona Dadá"    | Os Mulekes                  | Diva                | 2:52    |  |
| 10.            | "Pé do Meu Samba"         | Caetano Veloso e Mart'Nália | Vila Isabel         | 4:19    |  |
| 11.            | "Pega Geral"              | Dudu Nobre                  | Creusa              | 3:14    |  |
| 12.            | "Me Faz Feliz"            | Jeito Moleque               | Radar e Rose        | 2:57    |  |
| 13.            | "Compasso do Amor"        | Grupo Revelação             | Estudantina da Vila | 3:21    |  |
| 14.            | "Facho de Esperança"      | Fundo de Quintal            | Estudantina da Vila | 4:49    |  |
| 15.            | "Coração em Desalinho"    | Monarco e Marquinhos China  | Estudantina da Vila | 3:16    |  |
| 16.            | "Terra de Noel"           | Flávia Bittencourt          | Estudantina da Vila | 3:52    |  |
| Duração total: | Duração total:            | Duração total:              | Duração total:      | 55:02   |  |

## Outras canções
Uma série de outras canções foram executadas na telenovela, embora não tivessem sido incluídas nos discos lançados.
- "Guajira (I Love You too Much)" - Yerba Buena (tema de Sol)[10]
- "Boladona" - Tati Quebra-Barraco (tema de Raíssa)[10]
- "Satisfação" - Tati Quebra-Barraco (tema de Raíssa)[10]
- "Som de Preto" - Amilcka e Chocolate (tema de Raíssa)[10]
- "Pedala Robinho" - MC Koringa e San Danado[11]
- "Rap da Felicidade" - Cidinho & Doca[10]
- "Um Morto Muito Louco" - Jack e Chocolate[10]
- "Diretoria" - MC Primo[10]
- "Vai Danada" - Gaiola das Popozudas[10]
- "Raíssa" - MC Claudinho Nervoso[12]